# Kasteel Thal

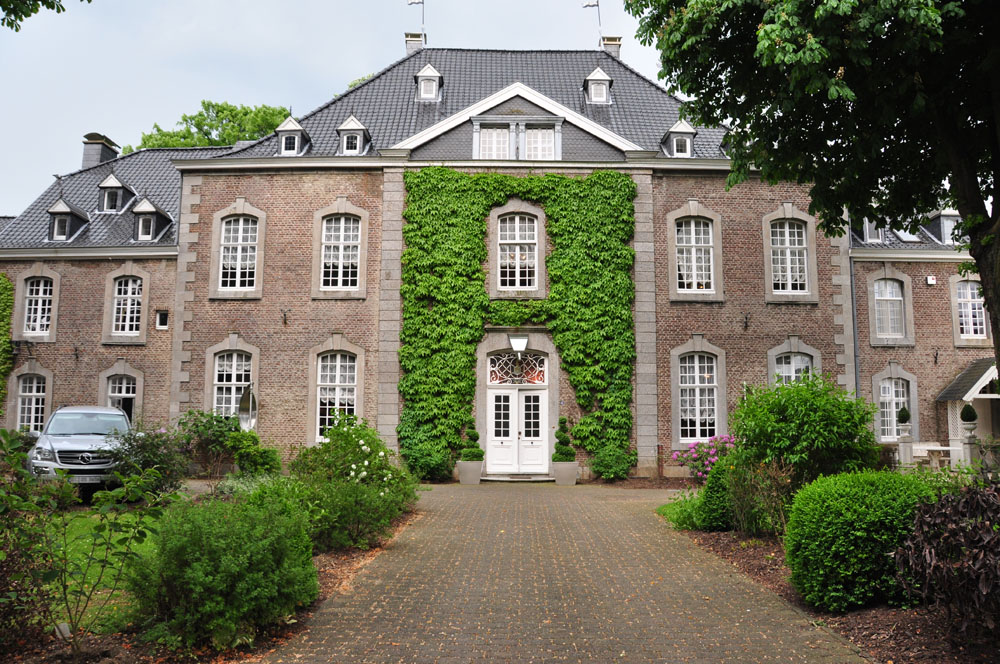
Voorgevel

Kasteel Thal (Schloss Thal) is een kasteelachtig herenhuis in de tot de Belgische gemeente Eupen behorende plaats Kettenis, gelegen aan de Talstraße.

## Geschiedenis
Het gebied werd voor het eerst in 1580 vermeld, als in dem Dall. Het kasteel werd gebouwd van 1754-1757 voor de lakenhandelaar en burgemeester van Eupen, Renier-François Grand Ry gebouwd. De lakenfabrikant Johann von Thys was mede-eigenaar van het landgoed. Het huis werd ingericht met kostbare wandtapijten. In 1801 werd het door de lakenfabrikant Jean-Adolphe Philipp overgenomen, en deze verkocht veel van de kostbare inventaris.
In 1881 kwam het huis aan Charles Heuschen, en nu werden er weefstoelen geplaatst en werd het gebruik als weverij. Hierbij gingen verdere delen van het interieur verloren. Daarna bleef het enige tijd verlaten staan, maar in 1899 werd het door de familie Grand Ry teruggekocht. In 1914 kwam er een Duitse gendarmeriepost in het kasteel, en in 1919 kwam het aan Maria Gertrud Hubertina Pennings, kasteelvrouwe van Kasteel Erenstein te Kerkrade. Deze ging er echter niet wonen, het park verwilderde en het huis raakte opnieuw vervallen. Van 1937-1938 werd het als school gebruikt, in 1940 als militair kantoor door de bezetter, in de winter van 1944 een levensmiddelenvoorziening voor de Amerikaanse militairen. In 1955 kwam het aan de Association des Sœurs du Saint Sacrement et de Notre Dame, een contemplatieve orde welke uit Spa afkomstig was, maar er slechts korte tijd bleef.
In 1986 werd het gekocht door Rainer Maria Latzke, die het huis herstelde en het interieur voorzag van zijn eigen schilderingen, die vaak van Trompe-l'oeil-techniek getuigen. In 1996 werd het kasteel opnieuw verkocht.

## Gebouw
Het kasteel is gebouwd in rode baksteen, met kalkstenen hoekbanden en omlijstingen. Het heeft een hoofdgebouw met symmetrische voorgevel, en twee lagere zijvleugels. Het huis wordt omsloten door een klein park.